# Shader
Shader – krótki program komputerowy, często napisany w specjalnym języku programowania (shader language), który w grafice trójwymiarowej opisuje właściwości pikseli oraz wierzchołków. Technologia ta zastąpiła stosowaną wcześniej w kartach graficznych jednostkę T&L.
Cieniowanie pozwala na znacznie bardziej skomplikowane modelowanie oświetlenia i materiału na obiekcie niż standardowe modele oświetlenia i teksturowanie. Jest jednak dużo bardziej wymagające obliczeniowo i dlatego dopiero od wprowadzenia bibliotek API DirectX 8 (rok 2000) sprzętowa obsługa cieniowania pojawiła się wśród możliwości kart graficznych komputerów osobistych. Wcześniej cieniowanie stosowane było tylko w niektórych fotorealistycznych rendererach (np. Renderman), gdzie grafika nie jest jednak generowana w czasie rzeczywistym.
W stosunku do standardowych modeli oświetlenia, stosowanych do generowania grafiki w czasie rzeczywistym, cieniowanie umożliwia uwzględnienie między innymi:
- refrakcji,
- odbić lustrzanych,
- oświetlenia HDR,
- mapy przemieszczeń (ang. displacement maps),
- innych efektów, takich jak rozmycie obrazu, zaszumienie, zmiana kolorów, itp.

## Rodzaje cieniowania
Obecnie, z uwagi na wymagania bibliotek DirectX w wersji 10, zniknął podział panujący dotychczas na Pixel Shader i Vertex Shader. Obliczenia, jakimi te odrębne jednostki się zajmowały, są teraz wykonywane przez jednolite jednostki obliczeniowe, które są dynamicznie przydzielane do odpowiedniego typu zadań, w zależności od bieżącej potrzeby. Rozwiązanie takie zostało nazwane przez ATI Stream Processors, a przez nVidię – Unified Shaders. 
Biblioteki graficzne Direct3D i OpenGL używają trzech typów cieniowania:

### Vertex Shader
Cieniowanie wierzchołkowe – uruchamiane jest raz dla poszczególnych przetwarzanych wierzchołków. Jego zadaniem jest transformacja położenia wierzchołka w wirtualnej przestrzeni 3D na współrzędne 2D na ekranie. Cieniowanie wierzchołkowe może operować na takich własnościach wierzchołków jak położenie, kolor i współrzędne tekstur, ale nie może tworzyć nowych wierzchołków. Wyjście cieniowania wierzchołkowego jest wejściem dla następnego etapu w potoku, jakim jest albo cieniowanie geometryczne (jeśli jest obecne), albo rasteryzacja.

### Geometry Shader
Cieniowanie geometryczne – pozwala na dodawanie lub usuwanie wierzchołków z siatki wierzchołków (ang. mesh). Może być używane do proceduralnego tworzenia obiektów geometrycznych albo do dodawania objętościowych detali istniejących siatek wierzchołków. Te operacje mogłyby być zbyt kosztowne obliczeniowo dla CPU. Direct3D 10 i OpenGL 3.1 mają już zawarte wsparcie dla tego typu cieniowania. Jeśli cieniowanie geometryczne jest używane, to wtedy jego wyjście jest przekazywane na wejście rasteryzatora.

### Pixel Shader,Fragment Shader
Cieniowanie pikseli – jest jednostką odpowiadającą za wyliczanie koloru pikseli. Direct3D używa terminu pixel shader, a OpenGL – fragment shader. Piksele na wejście tego etapu cieniowania są pobierane z rasteryzatora, który wypełnia wielokąty przesyłane z potoku graficznego. Cieniowanie pikseli jest najczęściej używane do oświetlenia sceny i innych powiązanych efektów, np. bump-mappingu lub kolorowania.
Poniższa tabela przedstawia, które wersje jednostek cieniowania odpowiadają poszczególnym wersjom bibliotek DirectX.
| Wersja DirectX | Pixel Shader  | Vertex Shader | Compute Shader |
| -------------- | ------------- | ------------- | -------------- |
| 8.0            | 1.0, 1.1      | 1.0           | brak           |
| 8.1            | 1.2, 1.3, 1.4 | 1.1           | brak           |
| 9.0            | 2.0           | 2.0           | brak           |
| 9.0a           | 2_A, 2_B      | 2.x           | brak           |
| 9.0c           | 3.0           | 3.0           | brak           |
| 10.0           | 4.0           | 4.0           | 4.0            |
| 10.1           | 4.1           | 4.1           | 4.1            |
| 11             | 5.0           | 5.0           | 5.0            |
| 12             | 5.1           | 5.1           | 5.1            |

## Przetwarzanie równoległe
Cieniowanie jest wykorzystywane do zaaplikowania przekształceń na dużym zbiorze elementów jednocześnie, np. na każdym pikselu ekranu albo dla każdego wierzchołka modelu. Wymaga to więc zastosowania przetwarzania równoległego. Najnowsze GPU mają architekturę wielordzeniową, specjalnie dostosowaną do tego rodzaju przetwarzania. Jest zatem możliwe używanie GPU nie tylko do obliczeń graficznych, ale także do obliczeń ogólnych (naukowych, inżynierskich itd.), co nosi nazwę GPGPU. Przykładowymi środowiskami programistycznymi do takich ogólnych obliczeń są: CUDA, BrookGPU, OpenCL i DirectCompute (część DirectX zarządzająca jednostkami obliczeniowymi ogólnego zastosowania, czyli Compute Shader).

## Języki cieniowania
Do współczesnych języków cieniowania należą:
- RSL(inne języki) – RenderMan Shading Language (fragment standardu RiSpec),
- VEX – Vector Expression (bliski językowi RSL, język renderera Side Effects Mantra),
- GLSL – OpenGL Shading Language (fragment standardu OpenGL),
- HLSL – High Level Shading Language (język cieniowania biblioteki DirectX),
- Cg – C for graphics (opracowany przez firmę nVidia),
- OSL(inne języki) – Open Shading Language (standard opracowany przez firmę Sony Pictures Imageworks(inne języki) na licencji BSD).